# Заборув (Малопольське воєводство)
Заборув (пол. Zaborów) — село в Польщі, у гміні Щурова Бжеського повіту Малопольського воєводства.
Населення — 552 особи (2011).
У 1975-1998 роках село належало до Тарновського воєводства.

## Демографія
Демографічна структура станом на 31 березня 2011 року:
|          | Загалом | Допрацездатний вік | Працездатний вік | Постпрацездатний вік |
| -------- | ------- | ------------------ | ---------------- | -------------------- |
| Чоловіки | 271     | 63                 | 182              | 26                   |
| Жінки    | 281     | 58                 | 160              | 63                   |
| Разом    | 552     | 121                | 342              | 89                   |